# Brad Beven
Brad Beven (Mirriwini, 18 settembre 1969) è un ex triatleta australiano.

## Carriera
Ha vinto la coppa del mondo di triathlon nel 1992, 1993, 1994 e 1995.
È arrivato secondo ai mondiali di triathlon di Orlando del 1990, di Wellington del 1994 e di Cancun del 1995.

## Titoli
- Coppa del mondo di triathlon - 1992, 1993, 1994, 1995

*Brad ha vinto la coppa del mondo del 1992 a pari merito con a Andrew MacMartin

## Curiosità
- È soprannominato Croc (il coccodrillo). Si è guadagnato questo appellativo in quanto era solito nuotare in acque infestate dai coccodrilli, vicino alla sua abitazione di Mirriwini.
- È stato colpito da una vettura il giorno prima della gara di coppa del mondo di Sydney 2000. In quella gara sarebbero stati selezionati i componenti del team australiano per l'Olimpiade di Sydney.
- Ha ricevuto molti premi dal Governo australiano per il suo contributo allo sport e al triathlon.